# Tabanera (Burgos)
Tabanera  es un despoblado situado en la provincia de Burgos, comunidad autónoma de Castilla y León (España), comarca de Odra-Pisuerga, ayuntamiento de Castrojeriz.

## Datos generales
Despoblado situado 1,5 km al norte de la capital del municipio, Castrojeriz, entre las carreteras BU-404 que conduce a Villasandino y la BU-400 a Melgar de Fernamental. En la fértil vega del río Odra frente a la localidad de Castrillo Mota de Judíos. Actualmente solo se pueden observar las ruinas de las antiguas casas de adobe y la iglesia de piedra. Ha perdido el tejado, pero la torre se encuentra en perfecto estado de conservación. Hacia mediados del siglo XIX Tabanera era mencionado como una aldea y barrio del término de Castrojeriz. Aparece descrita en el decimocuarto volumen del Diccionario geográfico-estadístico-histórico de España y sus posesiones de Ultramar de Pascual Madoz de la siguiente manera:

TABANERA: ald. y barrio en la prov. de Burgos, part. jud. y térm. jurisd. de Castrojeriz.
(Madoz, 1849, p. 539)

## Parroquia
Iglesia de San Miguel Arcángel, dependiente de la parroquia de Castrojeriz, en el arciprestazgo de Amaya, diócesis de Burgos.